# Principapillatus hitoyensis
Principapillatus hitoyensis (лат.) — вид онихофор из семейства Peripatidae. Единственный вид рода Principapillatus. Самцы этого вида имеют от 26 до 29 пар ног, обычно 27 или 28; у самок их от 30 до 32, обычно 30 или 31. Этот вид живородящий, самки снабжают эмбрионы питанием через плаценту. Principapillatus hitoyensis был обнаружен в Коста-Рике.